# John Berney
John Berney foi o arquidiácono de Norwich de 11 de outubro de 1744 até à sua morte em 13 de junho de 1782.
Ele tinha vivências em Hethersett, St Mary, Saxlingham e St Clement, Norwich.